# Run (film, 2020)
Pour les articles homonymes, voir Run.
Pour plus de détails, voir Fiche technique et Distribution.
 (septembre 2022).
Le contenu est difficilement compréhensible vu les erreurs de traduction, qui sont peut-être dues à l'utilisation d'un logiciel de traduction automatique.
Run est un film d'horreur américain réalisé par Aneesh Chaganty, sorti en 2020. Il est présenté au Nightstream Film Festival avant une diffusion sur la plateforme Hulu pour les États-Unis. En Suisse, le film sort sur plusieurs plateformes de vidéo à la demande le 4 février 2021, dans le reste du monde, le film sort sur Netflix le 2 avril 2021 excepté en Belgique et en France.

## Synopsis
Diane Sherman (Sarah Paulson) donne naissance prématurément à son nouveau-né, qui reçoit des soins d'urgence.
Dix-sept ans plus tard, Diane s'occupe de sa fille Chloé (Kiera Allen), scolarisée à la maison, qui utilise un fauteuil roulant, souffre d'arythmie, d'hémochromatose, de diabète et de paralysie. Chloé, compétente en technologie et en ingénierie, attend une lettre d'acceptation de l'Université de Washington. Diane insiste sur le fait que ça ne la dérange pas que Chloé quitte la maison pour commencer sa vie universitaire, mais empêche à plusieurs reprises Chloé de voir le courrier qu'elle reçoit.
Un matin, alors qu'elle cherche du chocolat dans un sac de courses, Chloé trouve un flacon de pilules vertes sur ordonnance avec le nom de Diane sur l'étiquette. Cependant, lorsque Chloé inspecte plus tard le flacon, elle découvre qu'une étiquette portant son nom a été collée sur l'original. Diane insiste sur le fait que cette nouvelle pilule, Trigoxin, a été prescrite à Chloé, et qu'elle apparaît dans sa gamme de médicaments quotidiens. Les recherches de Chloé pour en apprendre plus sur la trigoxine sont stoppés par une panne de connexion Internet. Le lendemain, Chloé compose un numéro au hasard sur le téléphone de chambre de sa mère et demande à la personne qui répond de rechercher le médicament. Elle lui dit que c'est un médicament pour le cœur et que toutes les photos du médicament montrent une petite pilule rouge.
Maintenant complètement méfiante, Chloé propose à sa mère d'aller voir un film. Au cinéma, alors qu'elle fait semblant d'aller aux toilettes, Chloé se précipite vers la pharmacie de l'autre côté de la rue afin d'identifier la pilule verte. Chloé apprend que c'est un relaxant musculaire pour les chiens, qui pourrait provoquer une paralysie des jambes s'il est ingéré par des humains. Diane retrouve Chloé alors qu'elle commence à avoir une crise d'asthme, lui injectant un sédatif avant qu'elle ne puisse communiquer avec quelqu'un d'autre.
Chloé se réveille dans son lit et découvre que la porte de sa chambre est verrouillée de l'extérieur, tandis que Diane est sortie faire des courses. Elle s'échappe de sa chambre en se traînant sur le toit, se dirigeant finalement vers la chambre de sa mère et brisant la fenêtre avec un fer à souder et de l'eau. Elle essaie d'utiliser sa rampe automatique pour fauteuil roulant pour descendre les escaliers, mais elle découvre que Diane a coupé le fil d'alimentation. Chloé est obligée de jeter son fauteuil roulant dans les escaliers et tombe accidentellement, subissant des blessures superficielles mais découvrant également qu'elle peut bouger un de ses orteils, car elle n'a pas pris de Ridocaïne ces derniers jours.
Dehors, sur la route, Chloé voit un camion postal et se précipite pour l'arrêter. Elle explique sa situation à Tom, le facteur, qui accepte de l'aider. Diane s'arrête et Chloé lui demande de contacter la police. Tom questionne Diane et lui dit qu'elle ne peut pas ramener Chloé chez elle. Alors qu'il ferme le camion pour emmener Chloé au commissariat, Diane apparaît et poignarde Tom avec une seringue, le tuant sur le coup. Chloé fait de nouveau une crise d'asthme et s'évanouit. 
Lorsqu'elle se réveille, elle est au sous-sol de sa maison, avec son fauteuil roulant enchaîné à un poteau en acier tandis que Diane traîne le corps de Tom dans un couloir en haut. Elle découvre alors sa lettre d'acceptation par l'université dans une poubelle et une boîte de photos et de documents, montrant que la vraie fille de Diane est décédée deux heures après sa naissance. Le contenu de la boîte révèle en outre que Diane a volé Chloé à l'hôpital lorsqu'elle était bébé, et que Chloé pouvait marcher lorsqu'elle était enfant.
Quand Diane entre au sous-sol, Chloé l'accuse de l'avoir empoisonnée et exige la vérité. Diane nie l'accusation de Chloé et minimise son enlèvement, puis insiste sur le fait qu'elle n'a agi que pour aider Chloé. Elle remplit alors une seringue avec un diluant à peinture, en disant que cela lui fera oublier tout ce qu'il vient de se passer. Terrifiée, Chloé s'éloigne en rampant et s'enferme dans un placard. Elle avale ensuite une bouteille d'organophosphate, forçant Diane à l'emmener d'urgence à l'hôpital.
Chloé se réveille dans un lit d'hôpital, intubée et à peine capable de bouger. Diane insiste pour que sa "fille" soit libérée, mais les médecins refusent tant que Chloé n'a pas été évaluée par un psychologue. Chloé fait signe à une infirmière, qui lui apporte un crayon et du papier. Alors que Chloé tente d'écrire "MAMAN" sur le papier, un code bleu retentit et l'infirmière se précipite dehors. Diane, armée d'un pistolet, profite de cette alerte pour kidnapper Chloé avant qu'elle ne puisse être interrogée sur sa « tentative de suicide ». L'infirmière en revenant trouve le lit vide et alerte la sécurité de l'hôpital. Lorsque Chloé se rend compte qu’elle se trouve sur le campus médical de l’Université de Washington, elle décide alors qu’elle ne sera plus jamais contrôlée par sa mère et parvient à utiliser ses pieds pour actionner le frein à pied de son fauteuil roulant, empêchant Diane de la pousser. Diane la supplie de rentrer à la maison avec elle, mais Chloé répond qu'elle n'a pas besoin d'elle. Cette action permet à la sécurité de les rattraper avant qu'elles ne s'échappent. Diane pointe son arme sur les agents de sécurité alors qu'elle est acculée et reçoit une balle dans le bras, la faisant tomber dans les escaliers.
Sept ans plus tard, Chloé arrive de nouveau à utiliser partiellement ses jambes et rend régulièrement visite à Diane, qui est clouée au lit en prison, l'appelant toujours « maman ». Chloé informe Diane de sa vie ; elle est mariée et mère d'un enfant et développe des prothèses pour enfants. Chloé lui montre alors les médicaments pour chiens qu'elle a introduits clandestinement dans la prison et force Diane à les prendre, dans l'intention qu'elle souffre comme elle l'a fait.

## Fiche technique
- Titre original : Run
- Réalisation : Aneesh Chaganty
- Scénario  : Aneesh Chaganty et Sev Ohanian
- Musique : Torin Borrowdale
- Production : Sev Ohanian,Natalie Qasabian ; Rhonda Baker (co-productrice)
- Sociétés de production : Lionsgate
- Sociétés de distribution : Hulu
- Pays :  États-Unis
- Langue : anglais
- Genre : Thriller / Horreur
- Durée : 89 minutes
- Date de sortie[1] :
  - États-Unis : 8 octobre 2020 (Nightstream Film Festival)
  - États-Unis : 20 novembre 2020 (sur Hulu)
  - Canada : 2 avril 2021 (sur Netflix)
  - Suisse : 4 février 2021 (vidéo à la demande)
  - Monde : 2 avril 2021 (sur Netflix)
  - France : 9 juin 2021 (en DVD/Blu-Ray) ; 19 août 2021 (vidéo à la demande)
- Classification :
  - France : Interdit aux moins de 12 ans lors de sa sortie en vidéo à la demande et aux moins de 16 ans à la télévision.
  - États-Unis : R (interdit aux moins de 17 ans non accompagnées)

## Distribution
- Sarah Paulson : Diane Sherman
- Kiera Allen (en) : Chloe Sherman
- Pat Healy : Tom
- Sara John : Kammy
- Tony Revolori : Brooklyn Boy (voix)

## Production
En juin 2018, il a été annoncé que Lionsgate allait produire, distribuer et financer le film, avec Aneesh Chaganty réalisant à partir d'un scénario qu'il a écrit, aux côtés de Sev Ohanian. Ohanian et Natalie Qasabian ont produit le film. En octobre 2018, Sarah Paulson a rejoint la distribution du film. En décembre 2018, Kiera Allen a aussi rejoint la distribution du film.
Le tournage à Winnipeg, au Canada a commencé le 31 octobre 2018 et a été enveloppée le 18 décembre 2018.
Torin Borrowdale a composé la partition du film, comme il a précédemment collaboré avec Chaganty dans Searching. Selo Borrowdale, l'objectif de la direction musicale du film était d'atteindre "l'essence de Bernard Herrmann, mais pour une expérience cinématographique 2020".

## Accueil

### Accueil public
Après son premier week-end, Hulu a rapporté que Run était le film original le plus vu de l'histoire de la plateforme, ainsi que le plus mentionné sur Twitter.

### Critique
Sur l'agrégateur de revue Rotten Tomatoes, le film a une note positive de 90% basée sur 88 évaluations, avec une note moyenne de 7,2/10. Le consensus de la critique du site indique : «Un jeu solide et une tension habilement rayée aident Run à transcender ses pièges familiers pour offrir un thriller délicieusement suspensif». Sur Metacritic, il a un score moyen pondéré de 66 sur 100, basé sur 19 critiques, indiquant «généralement des critiques favorables».
Jessica Gomez de AllHorror.com en a écrit : «Si vous êtes comme moi et que vous avez été captivé par l'histoire de Gypsy Rose et de sa mère Dee Dee Blanchard, alors j'ai un thriller psychologique avec votre nom dessus.»

## Sortie
Run devait sortir le 8 mai 2020, coïncidant avec le week-end de la fête des mères. Cependant, en raison de la pandémie de COVID-19, il a été retiré du calendrier. Lionsgate avait l'intention d'annoncer une nouvelle date de sortie "une fois qu'il y aura plus de clarté quant à la réouverture des salles de cinéma". Il était auparavant prévu de le publier le 24 janvier 2020. En août 2020, Hulu a acquis les droits de distribution du film et est sorti sur leur service le 20 novembre 2020. Les pays n'ayant pas accès à Hulu seront proposés au cinéma. En Suisse, le film sort sur plusieurs plateformes de vidéo à la demande le 4 février 2021, dans le reste du monde, le film sort sur Netflix le 2 avril 2021, excepté en Belgique et en France.